# Epoligosita pallida
Epoligosita pallida är en stekelart som beskrevs av Doutt 1968. Epoligosita pallida ingår i släktet Epoligosita och familjen hårstrimsteklar. Inga underarter finns listade i Catalogue of Life.